# Yshai Oliel
Yshai Oliel (* 5. Januar 2000 in Ramla) ist ein israelischer Tennisspieler.

## Persönliches
Oliel ist Jude und Nachfahre von Sepharden aus Marokko.

## Karriere
Oliel spielte bis 2018 auf der ITF Junior Tour. Dort konnte er mit Rang 4 seine höchste Notierung in der Jugend-Rangliste erreichen. Sein bestes Abschneiden bei einem Grand-Slam-Turnier gelang ihm im Einzel bei den Australian Open 2017, als er im Finale dem Ungar Zsombor Piros in drei Sätzen unterlag. Er wurde damit der zweite Israeli, der ein Einzelfinale bei einem Slam erreichte – nach Noam Behr 1992. Im Doppel ging er noch einen Schritt weiter und gewann 2016 die Doppelkonkurrenz der French Open an der Seite von Patrik Rikl. Bei den US Open im selben Jahr erreichte er nochmal das Halbfinale.
Bei den Profis spielte Oliel ab 2015. Hier spielte er die ersten Jahre vor allem auf der ITF Future Tour. Bis Ende 2017 konnte er im Einzel einen Titel gewinnen und vier weitere Halbfinals erreichen; im Doppel spielte er nur selten. Das erste Turnier auf der ATP Challenger Tour spielte er 2017 in Sophia Antipolis, bei dem er in der ersten Runde ausschied. Ebenfalls das erste Mal spielte er 2017 für die israelische Davis-Cup-Mannschaft. In der Begegnung gegen Portugal unterlag er je einmal im Einzel und Doppel. Das Jahr konnte er auf Platz 629 der Weltrangliste abschließen. Nach einem schwächeren Jahr 2018, in dem er aber seinen ersten Sieg bei einem Davis-Cup-Match gewann, verbesserte sich der Israeli 2019 weiter und erreichte sieben Future-Endspiele, von denen er vier gewinnen konnte. Dadurch stieg er in der Rangliste auf Platz 402. In der verkürzten Saison 2020 konnte er sich nicht relevant verbessern und hielt seine Platzierung.
Im März 2021 konnte Oliel das entscheidende fünfte Match gegen die Ukraine im Davis Cup nicht gewinnen, weshalb das Team in Play-offs musste. Auf der Future-Ebene zog er dieses Jahr in fünf Endspiele ein und gewann zwei Titel, womit er auf insgesamt sieben Titel kommt. Erstmals schaffte er es auch zweimal sich für Turniere der Challenger Tour zu qualifizieren, wo er auch gegen Jay Clarke seinen ersten Sieg feiern konnte. Highlight der Saison war die erstmalige Turnierteilnahme in St. Petersburg und damit die Premiere auf der ATP Tour. Dank einer Wildcard konnte er direkt im Hauptfeld starten, wo er John Millman deutlich unterlegen war. Im Davis Cup gewann er beide Matches in der Begegnung mit Südafrika, wodurch er eine Bilanz von 3:4 im Davis Cup vorweist. Aktuell steht er im Einzel auf Platz 345.